# Academia de las Artes y las Ciencias Cinematográficas de España
La Academia de las Artes y las Ciencias Cinematográficas de España (AACCE), comúnmente conocida como Academia de Cine, es una organización española cuyo principal objetivo es impulsar la promoción del cine español, defender a sus profesionales y analizar la situación de la industria y del propio cine español.
Es principalmente conocida por otorgar anualmente los premios del cine español, es decir, los Premios Goya.
La Academia cuenta con unos 1900 miembros, todos ellos profesionales dedicados a las distintas especialidades de la creación cinematográfica.

## Orígenes
El 12 de noviembre de 1985 se reunió en el restaurante O'Pazo de Madrid una serie de importantes personalidades del cine español. La reunión, convocada por el productor Alfredo Matas, tenía como fin analizar la situación del cine español en aquel momento.
El 8 de enero de 1986 se creó de forma oficial la Academia de las Artes y las Ciencias Cinematográficas de España como una institución de derecho privado y con personalidad jurídica propia.
Entre los participantes de aquella reunión estuvieron:
- los directores de cine Luis García Berlanga y Carlos Saura;
- los directores de producción Tedy Villalba y Marisol Carnicero;
- los actores José Sacristán y Charo López;
- los montadores Pablo González del Amo y José Luis Matesanz;
- el guionista y director de cine Manolo Matji;
- el compositor José Nieto;
- el director de fotografía Carlos Suárez;
- el decorador Ramiro Gómez García de Guadiana.

Las conclusiones a las que se llegaron, avaladas por ochenta y siete firmas de profesionales, darían lugar al nacimiento de la Academia de las Artes y las Ciencias Cinematográficas de España un año después.

## Objetivos
Los objetivos de la Academia, tal y como aparecen en su página web, son:
1. Fomentar el progreso de las artes y de las ciencias relacionadas directa o indirectamente con la cinematografía.
2. Promover la asistencia y el intercambio de información científica, artística y técnica entre todos sus miembros.
3. Realizar estudios y trabajos sobre cuestiones relacionadas con la cinematografía y artes afines.
4. Facilitar a la Administración Pública los informes que sobre materias relacionadas con la cinematografía le sean solicitados, así como proponer a la misma las iniciativas que la Academia estime oportunas.
5. Editar y difundir los estudios científicos, artísticos y técnicos que la Junta Directiva estime convenientes.
6. Establecer intercambios científicos, artísticos y culturales con entidades similares extranjeras.
7. Procurar el desarrollo y perfeccionamiento de las distintas especialidades relacionadas con la cinematografía, fomentar el intercambio de experiencias entre sus miembros, coordinar los diferentes aspectos de su actuación y analizar y resolver problemas comunes.
8. Además, la Academia concederá premios anuales a los mejores trabajos sobre temas de investigación científica y becas o pensiones para la ampliación de estudios relacionados con la cinematografía en España o en el extranjero.
9. Cualquier otra actividad tendente a elevar el nivel artístico, técnico o científico de sus miembros y estimular la conciencia de los ciudadanos, dando a las artes cinematográficas el nivel artístico que merecen, y la constructiva colaboración entre la Administración Pública y las personas relacionadas con las artes cinematográficas.

## Presidentes
- José María González-Sinde, entre 1986 y 1988
- Fernando Trueba, en 1988
- Antonio Giménez-Rico, entre 1988 y 1992
- Fernando Rey, entre 1992 y 1994 (falleció en el cargo)
- Gerardo Herrero, en 1994 (en funciones)
- José Luis Borau, entre 1994 y 1998
- Aitana Sánchez-Gijón, entre 1998 y 2000[3]
- Marisa Paredes, entre 2000 y 2003 (dimitió)[4]
- Mercedes Sampietro, en 2003 (en funciones); entre 2003 y 2006
- Ángeles González-Sinde, entre 2006 y 2009 (dimitió tras ser nombrada ministra de Cultura)
- Eduardo Campoy, en 2009 (en funciones)
- Álex de la Iglesia, entre 2009 y 2011 (dimitió)[5]
- Enrique González Macho, entre 2011 y 2015 (dimitió)[6]
- Antonio Resines, entre 2015 y 2016 (dimitió)
- Yvonne Blake, entre 2016 y 2018 (de baja por enfermedad los últimos 3 meses de su mandato)
- Mariano Barroso, entre 2018 y 2022
- Fernando Méndez-Leite, desde 2022

### Presidentes de honor
- Luis García Berlanga, entre 1986 y 2010 (falleció en el cargo)
- Yvonne Blake, en 2018 (falleció en el cargo)

## Miembros de la Academia
Para ser miembro de la Academia se requiere ser español y ejercer cualquiera de las actividades profesionales cinematográficas. Las solicitudes de ingreso deben ser aprobadas por la Junta Directiva, siendo necesarios entre otros méritos el requisito de tener tres películas firmadas como jefe de especialidad (dirección, producción, montaje, interpretación...).
También cualquier extranjero estrechamente vinculado con la cinematografía española puede ser miembro, siempre y cuando la Junta Directiva lo crea merecedor de dicha prerrogativa o también se puede acceder si la junta directiva o uno de sus miembros más alto ofrece una invitación.

## Publicaciones
- Academia. Revista del cine español
- Cuadernos de la Academia
- Monografías
- Diccionario

## Medalla de Oro de la Academia
La concesión de este Galardón viene celebrándose desde 1986, con el objetivo de homenajear a aquellas personas que han contribuido con su trayectoria profesional a mejorar el Cine Español desde el aspecto industrial o artístico.
La entrega de esta medalla se realiza durante una cena de gala, ofrecida en el mes de octubre, a la que
acuden, no solo autoridades y profesionales de nuestro cine, sino compañeros y amigos del homenajeado, que intervienen de forma activa, y el acto es ilustrado con un montaje audiovisual que recorre su vida y su obra.
Hasta el momento la Medalla de Oro de la Academia ha sido concedida a las siguientes personalidades de nuestra cinematografía:
- 1986: Vicente Casanova (productor)
- 1991: Fernando Rey (actor)
- 1992: Carlos Saura (director)
- 1993: Francisco Rabal (actor)
- 1994: Alfredo Matas (productor)
- 1995: Ana Belén (actriz)
- 1996: Centenario de cine. Entrega de 46 Medallas de Oro (*)
- 1997: Sara Montiel (actriz)
- 1998: Elías Querejeta (productor)
- 1999: Gil Parrondo (decorador)
- 2000: José Luis Borau (director, guionista y productor)
- 2001: Fernando Fernán Gómez (actor, director y escritor)
- 2002: Carmelo Bernaola (músico y compositor)
- 2003: Concha Velasco (actriz)
- 2004: Antonio Banderas (actor)
- 2005: Basilio Martín Patino (director, productor, escritor e investigador)
- 2006: Geraldine Chaplin (actriz)
- 2007: Pablo Núñez (director, animador, dibujante y técnico de efectos visuales)
- 2008: Maribel Verdú (actriz)
- 2009: Carmen Maura (actriz)
- 2010: Rosa María Sardà (actriz)[7]
- 2011: José Luis Alcaine (director de fotografía).
- 2012: Manuel Gutiérrez Aragón (director)
- 2013: Ángela Molina (actriz)
- 2014: Antón García Abril (músico y compositor)
- 2015: Aitana Sánchez-Gijón (actriz) y Juan Diego (actor)
- 2016: Santiago Segura (actor)
- 2017: José Salcedo (montador)
- 2018: Diego Galán (periodista, director y crítico de cine)[8]
- 2019: Esperanza Roy (actriz) y Javier Aguirre (director, productor, director de fotografía y guionista)[9]
- 2022: Actores y actrices latinoamericanos fundamentales en la historia del cine español, representados/as por Cecilia Roth (actriz) y Jorge Perugorría (actor)
- 2023: Carme Elías (actriz)
- 2024: Adolfo Aristarain (actor)
- 2025: Enrique Cerezo (productor y distribuidor)

(*) En 1996, y de manera excepcional, la Junta directiva acordó la entrega de 46 Medallas de Oro a diferentes profesionales de las distintas especialidades técnicas y artísticas que han hecho posible hablar del término “Historia del cine Español”, en una Ceremonia que tuvo lugar en Zaragoza con motivo del Centenario de nuestro cine.

## Canal Academia
El jueves 16 de abril de 2020 se lanzó un nuevo canal en línea para impulsar todas las iniciativas que la institución puso en marcha en la red en tiempos de confinamiento por el coronavirus. Ofrece información actualizada de las distintas actividades programadas y el contenido puesto en marcha –encuentros en Instagram, pódcast, vídeos, visionado de películas, etc. Materiales a los que se sumarán nuevos formatos como masterclass y charlas a cargo de reconocidos profesionales de nuestra cinematografía, etc. 

## Casos polémicos
- En 1999, se vertieron acusaciones de compra de votos para la película El abuelo de José Luis Garci.
- En 2004, Pedro Almodóvar y su hermano abandonaron la Academia, alegando su desacuerdo con el sistema de votaciones de los Goya. En la última edición de los premios, éstos habían ido en su mayor parte al joven Alejandro Amenábar, dejando sin ninguno a La mala educación.
- En los últimos años del gobierno Aznar, los miembros de la Academia han tomado partido en temas políticos como el No a la guerra de Irak o el caso Prestige, siendo una de sus principales cabezas visibles la actriz Pilar Bardem. Estos hechos crearon malestar ente algunos miembros de la Academia, lo que llevó a Luis García Berlanga, uno de sus fundadores y presidente de honor, a afirmar sobre la propia Academia:

Cada vez está degenerando más. Pienso que no debería ser tan reivindicativa, funciona como si fuera un sindicato, cuando lo importante es que entre gente nueva y con ganas.
Luis García Berlanga.

- En enero de 2011, Álex de la Iglesia anunció que después de la gala de entrega de premios de los Goya presentaría su dimisión como director, por no estar de acuerdo en temas como la denominada Ley Sinde.[11]